# Jean Theodore Royer

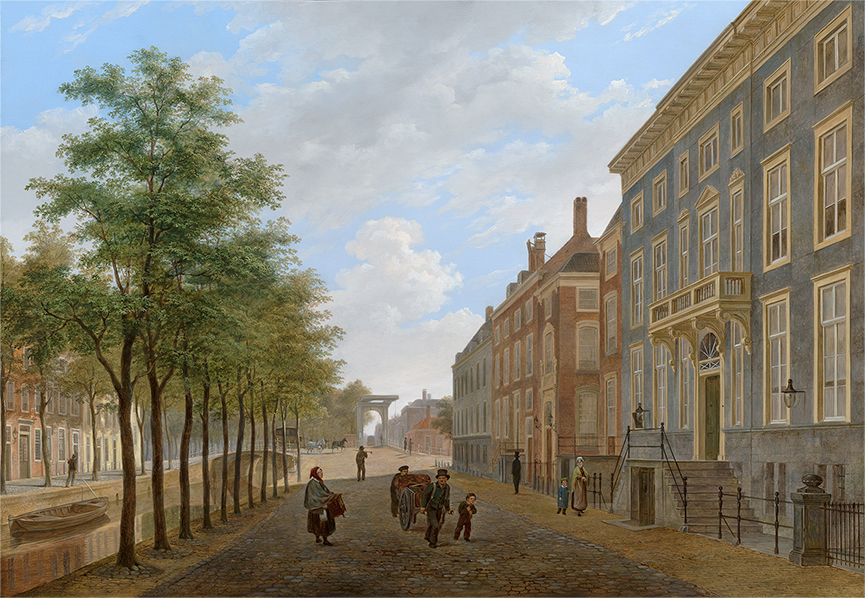
Herengracht in Den Haag: Het huis vooraan, uiterst rechts op dit schilderij, was vanaf 1783 het woonhuis van Jean Theodore Royer. De Nederlandse ontdekkingsreizigster Alexine Tinne zou hier in 1835 worden geboren. (Schilder: Bartholomeus Johannes van Hove, 1830)

Jean Theodore Royer, geboren als Johannes Theodorus Royer (Den Haag, 3 november 1737 - Den Haag, 19 december 1807), was een predikant, jurist, secretaris en substituut-griffier bij het Hof van Holland, die bekendheid verwierf door zijn belangwekkende collectie van oude kunst, boeken en handschriften, dat de basis vormde voor het Koninklijk Kabinet van Zeldzaamheden. Met name de Chinese taal en cultuur hadden zijn belangstelling. Hij staat in Nederland bekend als een van de grootste China-kenners van zijn tijd.

## Levensloop

### Familieachtergrond
Royer werd gedoopt op 7 november 1737 in de Waalse kerk in Den Haag, als zoon van Jean Royer (1705-1783), een bekend predikant van de Waalse gemeente in Den Haag en hofprediker. In zijn publicaties gebruikte hij vaak het pseudoniem Constanter. Zijn moeder Sara Philippina Hoeufft van Oyen (1701-1761), was een kleindochter van Suzanna Huygens, de echtgenote van Philips Doubleth en hij stamde dus af van Constanter (Constantijn Huygens). Royer had een goede relatie met zijn zwager Mattheus Hoeufft, Luitenant-generaal der Cavalerie, die getrouwd was met Anna Isabella gravin van Nassau-LaLecq. Zowel Jean Theodore Royer's vader als hijzelf stonden bekend als trouwe Oranjeaanhangers: In 1795, na de Franse inval, bracht stadhouder Willem V eerst een aantal kunstwerken uit de stadhouderlijke collectie onder bij Jean Theodore Royer, voordat hij naar Engeland vluchtte.

### Opleiding
Als kind kreeg Jean Theodore Royer les in Oudgrieks en Latijn van David Ruhnken, met wie hij een vriendschap ontwikkelde. Ruhnken zou later worden aangesteld als hoogleraar geschiedenis en welsprekendheid aan de Universiteit Leiden. Royer volgde vervolgens lessen in het Hebreeuws, Arabisch en enkele Oosterse talen. Waarschijnlijk bracht dit hem ertoe om zich verder te verdiepen in de Chinese taal, of beter gezegd: talen, en de cultuur van dat land. Later zou hij zelfs een Chinees woordenboek in zijn bezit blijken te hebben, voor die tijd ongekend. Hoewel het meer in lijn met zijn interesses lag om talen te gaan studeren, studeerde hij vanaf 1754 Rechtsgeleerdheid aan de Universiteit Leiden en promoveerde daar in 1757.

### Loopbaan
Als jurist die familiebanden had met aanzienlijke families als Huygens en de Hoeufft's, was hij voorbestemd om een mooie carrière te maken. In 1765 werd hij dan ook benoemd als secretaris van het Hof van Holland, gevolgd door een aanvullende benoeming in 1767 als substituut-griffier bij deze hoogste rechtbank van het Gewest Holland. Dit “dubbelambt” zou hem een goed inkomen bezorgen en ruim voldoende aanzien in de hogere kringen van Den Haag. Op 6 februari 1795 echter, na de Bataafse Revolutie, besloot het tijdelijk bestuur van Holland om alle leden van het ancien régime te ontslaan uit hun ambten, om ruimte te maken voor de in hun ogen broodnodige bestuurlijke- en politieke hervormingen. Ook Royer raakte op deze wijze werkeloos. Royer zou, mede gezien zijn gevorderde leeftijd, nooit meer een hoog ambt bekleden.

## Collectie Royer

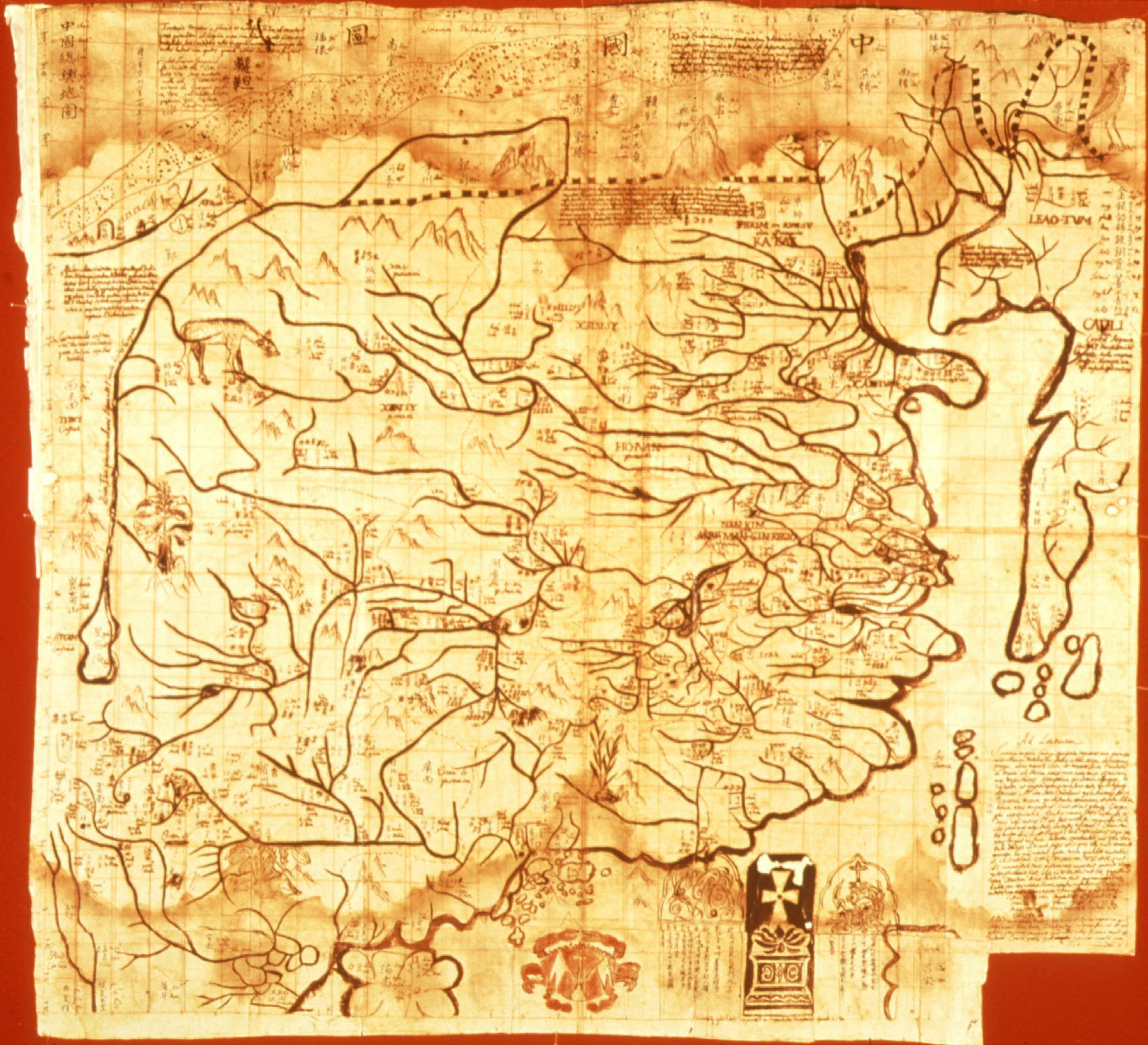
Manuscriptkaart van Michał Boym

Royer's interesse ging uit naar de Nederlandse oudheidkunde en vaderlandse geschiedenis, staatshuishoudkunde en rechtsgeleerdheid, die hij voornamelijk zou beschrijven uit verzamelingen elders, aspecten van Europese cultuurgeschiedenis en boven alles de Chinese taal en cultuur. Hij verzamelde prenten, geschilderde portretten, teksten en objecten die in verband stonden met de Chinese taal en tekens. Royer stelde - in een tijd dat voor Europese wetenschappers die taal nog volledig onbekend was - een Chinees woordenboek op. Hij deed dit aan de hand van teksten, boeken en objecten die hem, na verzoeken van hem, uit China werden toegezonden. Als voorbeeld voor zijn woordenboek gebruikte Royer de woordenlijst uit 'Museum sinicum in quo Sinicae linguae et litteraturae ratio explicatur' van de Pruisische wetenschapper Theophilus Siegfried Bayer. Naast de woordenlijst van Bayer gebruikte Royer als voorbeelden voor de Chinese karakters ook een manuscript-woordenboek dat aan een missionaris had toebehoord en zich nu in de Koninklijke Bibliotheek van Berlijn bevond. Voor aardrijkskundige plaatsnamen was een manuscriptkaart van de Poolse jezuïtenmissionaris Michał Boym de basis; deze was indertijd in den Haag aanwezig in de collectie van Johan Meerman.
In zijn huis in de Maliestraat in Den Haag en later in zijn huis aan de Herengracht 17 stelde hij in een museale opstelling in enkele kamers zijn verzameling van voorwerpen van buiten Europa tentoon.
Jean Theodore Royer liet na zijn dood, buiten de aanzienlijke collectie die zijn weduwe zou erven, zijn belangwekkende verzameling handschriften van de natuurkundige Christiaan na aan de bibliotheek van de Universiteit Leiden, evenals zijn verzameling van 800 tekeningen en 21.000 prenten.
Royers weduwe Johanna Louise van Oldenbarneveld genaamd Tullingh, lid van het geslacht Van Oldenbarneveld genaamd Tullingh, met wie hij sinds 1766 was gehuwd, liet op haar beurt de door haar geërfde collectie na aan koning Willem I. De koning zou deze gebruiken als basis van het in 1816 opgerichte Koninklijk Kabinet van Zeldzaamheden, dat bestond van 1816 tot 1883. Tegenwoordig is zijn verzameling verspreid over meerdere Nederlandse museums, waaronder het Rijksmuseum Amsterdam en het Wereldmuseum Leiden.
De uit Zeeland afkomstige hoogleraar Jona Willem te Water, een vriend van Royer, die net als hij een verzamelaar was, van handschriften, boeken en munten, roemde Royer na diens dood als taal- en oudheidkundige. Een andere vriend van hem, de Haagse jurist en dichter Jacob Spex (1704-1775), droeg een gedicht op aan Royer, dat in 1779 postuum werd gepubliceerd:

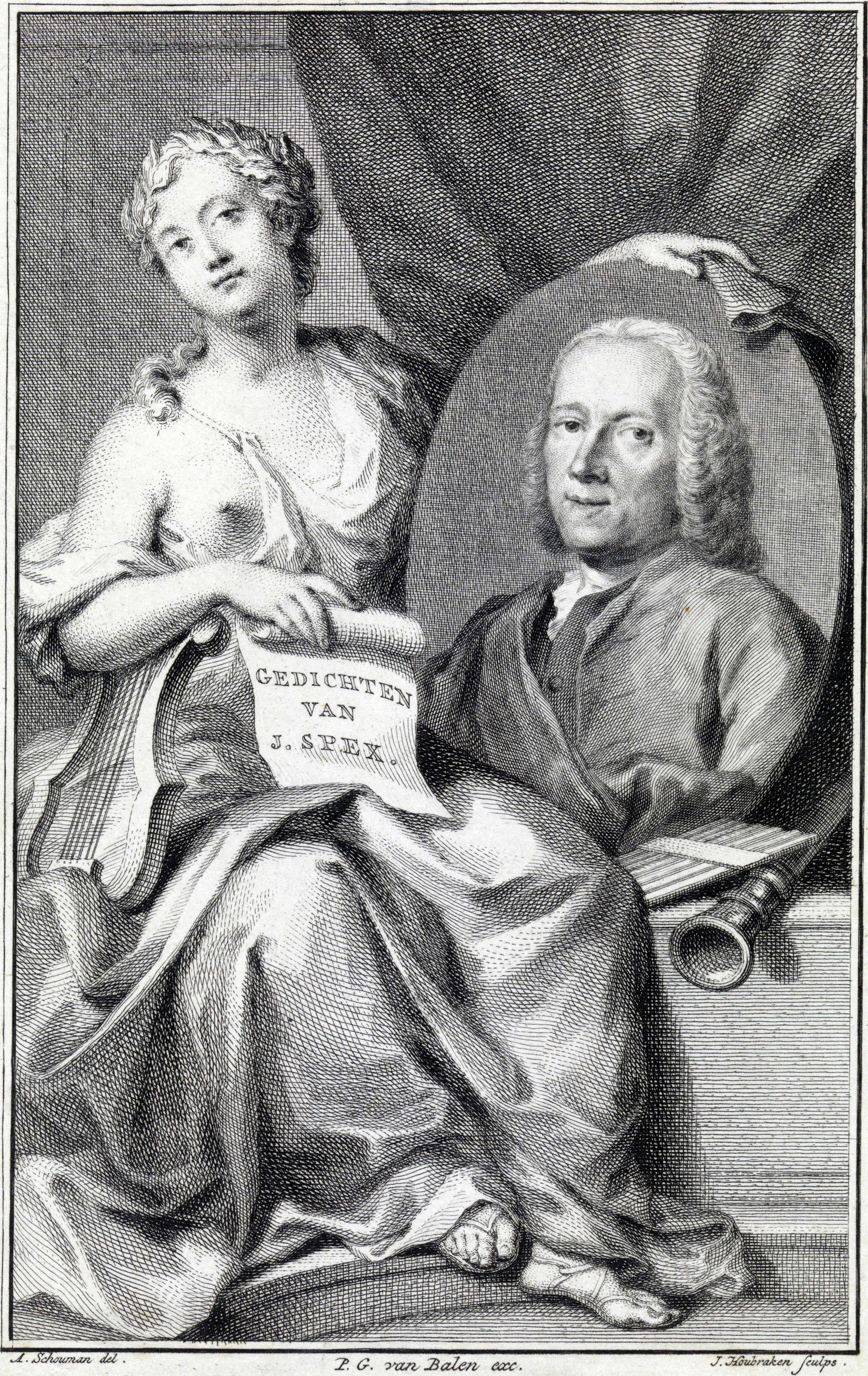
Mr. Jacob Spex (1704-1775)

Aen den Weledelen Heere
Mr Johan Theodoor Royer, 
Advokaet voor den Hove van Hollant,
met eenige van myne Bijschriften.

Aen gunstigh oordeel dier verplicht, 
Verschynt, myn Heer, wat Neêrlantsch Dicht, 
Op uw verzoek, half schaemroot hier, 
Al verft het niet zyn wit papier. 
Uw kunstmin vergde my dees blaên; 
Uw kunstmin, gansch vervreemt van waen; 
Van waen, die zonder kennis ziet, 
Slechts vitten kan, en anders niet. 
In heuscheit uw Heer Vaders beelt, 
Ja zulks, dat niets daervan verscheelt, 
Hebt gy myn' dichtlust aengezet; 
Gy, die een pen, zoo eêl als net, 
Ook in de tael van Neêrlant voert, 
En, fix van hant, de snaeren roert, 
Daer, uit der geesten element, 
Een Zuilichem zyn Neef aen kent.— Jacob Spex, 1763

## Wetenswaardigheden

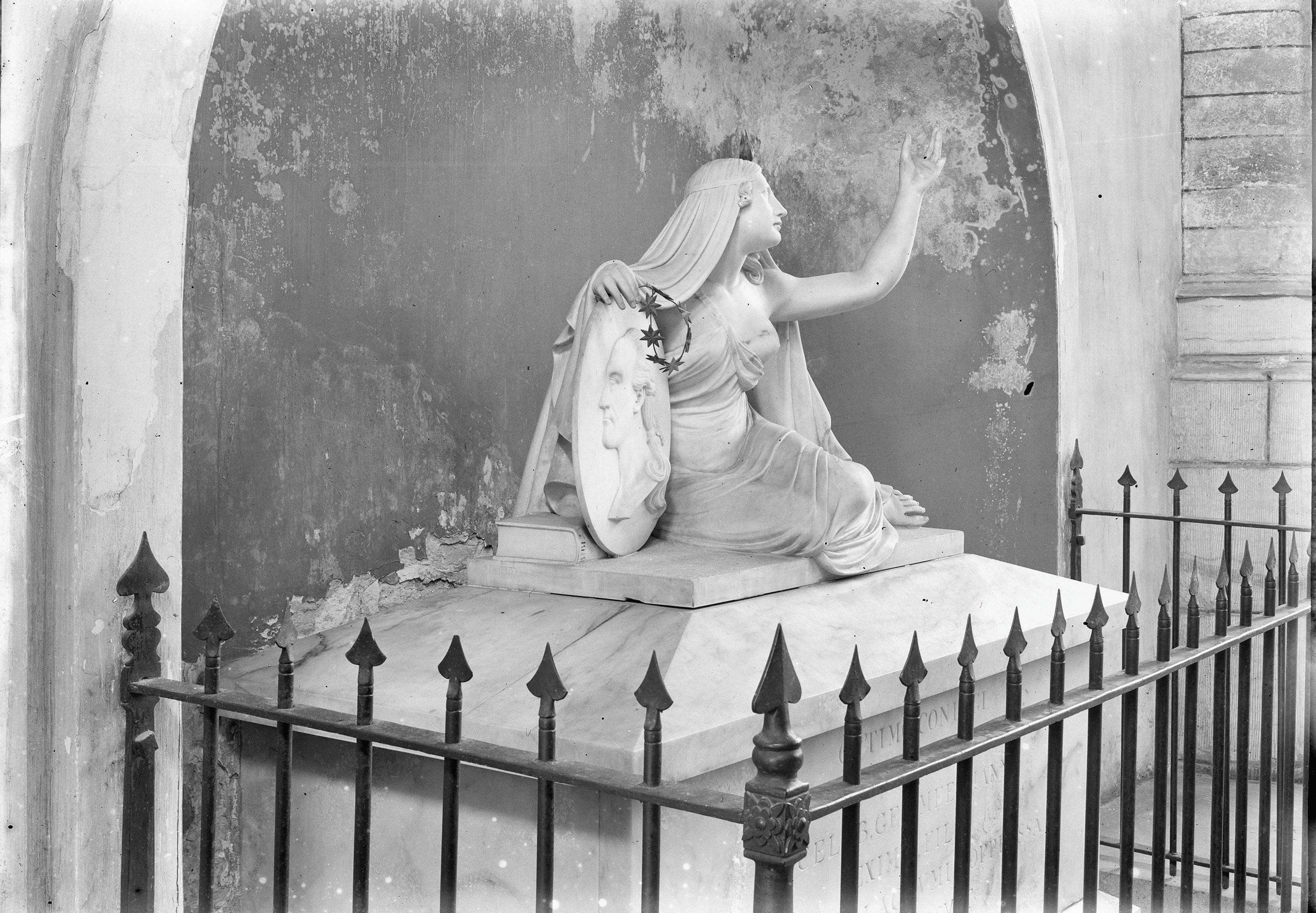
Het praalgraf dat Royer ontwierp voor Gerard Meerman

Royer was lid van de Maatschappij der Nederlandse Letterkunde en bestuurslid van het Haagse genootschap Kunstliefde spaart geen vlijt. Tevens was hij vanaf 1797 regent van het Haagse Sint-Nicolaas Gasthuis. In 1771 ontwierp Royer een praalgraf in de Leidse Pieterskerk voor de boekverzamelaar Gerard Meerman.
Het Rijksmuseum Amsterdam wijdde van 9 september 2000 t/m 11 maart 2001 een tentoonstelling aan de Chinese collectie van Jean Theodore Royer, getiteld: “Royers Chinese kabinet; voorwerpen uit China verzameld door Jean Theodore Royer (1737-1807)”. Tevens zijn er sinds 2000 diverse publicaties over hem verschenen, waardoor de collectie van Royer zich temeer in een toegenomen belangstelling mag weten.

## Publicaties
- Royer, Jean Theodore: Disputatio juridica inauguralis de defensione vitæ (...), Uitgeverij Joannem van Alstede, Leiden, 1757
- Royer, Johan Theodoor: Brief van Johan Theodoor Royer aan Willem Bilderdijk (1756-1831), Den Haag, 1785

## Schrijfwijze naam
Hoewel hij was gedoopt als Johannes Theodorus Royer, schreven hij en zijn tijdgenoten zijn naam vooral als Jean Theodore Royer dan wel Jean Théodore Royer. Ook werd zijn naam in oude publicaties vaak geschreven als Johan Theodoor Royer.

## Weblinks
- Biografisch Portaal van Nederland: Jean Théodore Royer (Huygens Instituut voor Nederlandse geschiedenis)
- RKd Artists: Jean-Theodore Royer (RKD-Nederlands Instituut voor Kunstgeschiedenis)
- Rijksmuseum Amsterdam: Werken uit de verzameling van Jean Theodore Royer